# Elfriede Jelinek
  Elfriede Jelinek    (Mürzzuschlag, 20 d'octubre de 1946) és una escriptora i dramaturga feminista austríaca, guardonada amb el Premi Nobel de Literatura l'any 2004.

## Biografia
Va néixer el 20 d'octubre del 1946 a la ciutat de Mürzzuschlag, població austríaca situada a l'estat d'Estíria. El seu pare, un químic d'origen txec i de religió jueva, va aconseguir escapar de la persecució nazi durant la Segona Guerra Mundial treballant en sectors industrials d'importància estratègica. Malgrat tot, diverses dotzenes de membres de la seva família van acabar sent víctimes de l'Holocaust. Sa mare, dominant, amb qui va conviure fins i tot d'adulta i amb qui tenia una relació difícil, procedia d'una família vienesa amb un passat pròsper.
De nena, Elfriede va patir el que ella considera una educació massa restrictiva en una escola catòlica de Viena. La seva mare havia previst que la seva filla seria una nena prodigi en el camp de la música, per la qual cosa va aprendre a tocar el piano, l'orgue, la guitarra, el violí i la viola. Posteriorment, va estudiar al conservatori de la capital austríaca, on es va graduar com a organista. Jelinek també va estudiar història de l'art i teatre a la Universitat de Viena. Tanmateix, va haver de deixar els estudis per culpa d'un trastorn d'ansietat que li impedia seguir les classes. La crítica sosté que la biografia de Jelinek es reflecteix tot sovint en les seves obres.

## Carrera literària
Va començar a escriure poesia de ben jove. El seu debut literari és el recull Lisas Schatten, del 1967. Abans de rebre el Premi Nobel, la seva obra era pràcticament desconeguda fora del món germanòfon. Lectors i crítics hi trobaven semblances amb les del dramaturg austríac Thomas Bernhard, gràcies a la patologia de la destrucció i l'anul·lació necessària de la comèdia. De fet, malgrat que l'autora no s'identifiqui amb el país i se n'allunyi, la seva obra arrela en la tradició de la literatura austríaca i mostra influències d'autors d'aquest país com ara Robert Musil.
Les posicions polítiques de Jelinek, en concret el feminisme i la seva afiliació al Partit Comunista Austríac, resulten vitals per a entendre i valorar la seva obra i també són algunes de les raons de les enverinades polèmiques a l'entorn de l'autora i de l'obra. Els temes destacats de la seva obra dramàtica i narrativa són la sexualitat femenina i els abusos que pateix, a més de la guerra de sexes en general. Textos com ara Wir sind Lockvögel, Baby! (Som esquers, nena!), Die Liebhaberinnen (Les amants) i Die Klavierspielerin (La pianista) mostren la brutalitat i el joc de poder inherents a les relacions humanes amb un estil de vegades irònicament formal i molt controlat. Segons l'autora, el poder i l'agressió esdevenen sovint les forces motrius de les relacions personals. La seva provocadora novel·la L'ànsia conté gràfiques descripcions de sexualitat, agressió i abusos. Va rebre crítiques negatives, i algunes veus la consideren malentesa i poc valorada, i en destaquen el poder de les fredes descripcions dels fracassos morals.
En obres posteriors, l'autora ha abandonat fins a un cert punt les qüestions femenines i ha concentrat les energies en la crítica social en general i, concretament, en els problemes d'Àustria per a superar el seu passat nazi. N'és un exemple clar Die Kinder der Toten (Els fills dels morts).
Pel que fa al teatre, les seves obres confereixen gran importància a la coreografia. Sportstück, per exemple, explora el tema de la violència i el feixisme en l'esport. Alguns autors consideren les seves obres taciturnes; d'altres, exuberants, i d'altres les veuen com una nova forma teatral.
L'obra de Jelinek és polifacètica i controvertida. S'ha vist, per torns, elogiada i condemnada per la crítica literària. De manera similar, el compromís polític sol aixecar reaccions de divergència i àdhuc d'acalorada oposició. Malgrat les polèmiques públiques sobre la seva obra, l'autora ha guanyat diversos premis importants. Per exemple, el Georg Büchner del 1998; el Müllheim del 2002 i 2004; el Franz Kafka del 2004; i el Premi Nobel de Literatura també el 2004 pel seu corrent musical de veus i contraveus en novel·les i drames, que amb una passió verbal única desemmascaren l'absurditat dels clixés socials i el seu poder de submissió.
L'obra de Jelinek ha estat traduïda a nombrosos idiomes. Pel que fa al català, es poden trobar Els exclosos (traducció d'Alexandre Gombau i Arnau), La pianista (traducció d'Antònia Sabater) i Les amants (traducció de Pilar Estelrich Arce i de Lídia Álvarez Grifoll).
El director de cinema austríac Michael Haneke va dur al cinema La pianista. La cinta, protagonitzada per l'actriu francesa Isabelle Huppert, va ajudar a fer coneguda l'autora abans de la concessió del Premi Nobel.

## Activisme polític
Jelinek va pertànyer al Partit Comunista d'Àustria del 1974 al 1991. El PCA és un moviment marginal: alguns intel·lectuals austríacs, fins i tot alguns d'ells declaradament d'esquerres, l'han acusada tot sovint de ser estalinista. L'autora va assolir certa fama al seu país durant la dècada del 1990 per la sorollosa oposició al Partit de la Llibertat de Jörg Haider. Després de les eleccions al Parlament del 1999 i la consegüent formació d'un govern de coalició entre el Partit Popular d'Àustria i el partit de Haider, Jelinek es va erigir en una de les veus més crítiques contra el govern. Basant-se en les declaracions de nacionalisme i autoritarisme del Partit de la Llibertat, governs d'Europa i d'arreu van iniciar un aïllament d'aquell govern. La reacció del govern va ser interpretar les sancions com a atacs contra el país i llançar proclames nacionalistes de front comú (Nationaler Schulterschluss). Això va escalfar l'ambient polític fins al punt que alguns dissidents, com ara Jelinek, van ser acusats de traïció per part dels socis de la coalició governamental.
El gener de 2021, fou una de les 50 personalitats que signar el manifest «Dialogue for Catalonia», promogut per Òmnium Cultural i publicat a The Washington Post i The Guardian, a favor de l'amnistia dels presos polítics catalans i del dret d'autodeterminació en el context del procés independentista català. Els signants lamentaren la judicialització del conflicte polític català i conclogueren que aquesta via, lluny de resoldre'l, l'agreuja: «ha comportat una repressió creixent i cap solució». Alhora, feren una crida al «diàleg sense condicions» de les parts «que permeti a la ciutadania de Catalunya decidir el seu futur polític» i exigiren la fi de la repressió i l'amnistia per als represaliats.

## Obra seleccionada
| Teatre - 1977: Was geschah, nachdem Nora ihren Mann verlassen hatte - 1981: Clara S. - 1983: Burgtheater - 1984: Krankheit oder Moderne Frauen - 1987: Präsident Abendwind - 1988: Wolken.Heim - 1991: Totenauberg - 1994: Raststätte - 1996: Stecken, Stab und Stangl - 1998: Ein Sportstück - 1998: er nicht als er - 2002: In den Alpen - 2003: Das Werk - 2003: Prinzessinnendramen - 2003: Bambiland - 2005: Babel - 2006: Ulrike Maria Stuart - 2006: Über Tiere - 2011: Winterreise (Viatge d'hivern) - 2014: "Die Schutzbefohlene ("Els desamparats. Un drama sobre els refugiats", 2017, en traducció d'Àngel Ferrero) - 2016: Wut (Ràbia) | Novel·la - 1979: Bukolit. hörroman - 1970: wir sind lockvögel baby! - 1972: Michael. Ein Jugendbuch für die Infantilgesellschaft - 1975: Die Liebhaberinnen - Les amants, traducció de Lídia Àlvarez Grifoll i Pilar Arce Estelrich (Barcelona: Edicions 62, 2004), ISBN 9788429755725 - 1980: Die Ausgesperrten - Els exclosos, traducció d'Àlex Gombau (Barcelona: Columna, Grup 62, 2005), ISBN 978-84-664-0604-8 - 1983: Die Klavierspielerin - La pianista, traducció de Carme Gala Fernández i Dolors González Porras (Barcelona: Columna, Grup 62, 2005), ISBN 978-84-664-0541-6 - 1985: Oh Wildnis, oh Schutz vor ihr - 1989: Lust - 1997: Die Kinder der Toten - 2000: Gier - 2007: Neid Poesia - 1967: Lisas Schatten Llibret d'òpera - 2003: Lost Highway (a partir de la pel·lícula de David Lynch) |

## Traduccions al castellà
- Jelinek, Elfriede; Adan Kovacsics, trad. Adan Kovacsics. Al margen / Cita. Barcelona: Temporal, 2024.
- Jelinek, Elfriede, trad. José Aníbal Campos. Declaración de persona física. Barcelona: Temporal, 2024.